# Disco Dynamite!
Disco Dynamite! è il primo e unico album del gruppo musicale disco Shirley & Company, prodotto da Sylvia Robinson e pubblicato nel 1975 dall'etichetta Vibration in seguito al successo del primo singolo del gruppo Shame, Shame, Shame.
Altre tracce estratte come singoli sono Cry, Cry, Cry, Jim Doc Kay e Disco Shirley.

## Tracce
1. Shame, Shame, Shame – 4:00
2. Shame, Shame, Shame (instrumental) – 5:07
3. Another Tear Will Fall – 2:39
4. I Guess Things Have To Change – 3:32
5. Disco Shirley – 3:32
6. Jim Doc Kay – 3:50
7. Love Is – 2:33
8. Cry, Cry, Cry – 3:03
9. Cry, Cry, Cry (instrumental) – 3:18
10. I Gotta Get Next To You – 3:47
11. Keep On Rolling On – 3:35